# TT335
La tombe thébaine TT 335 est située à Deir el-Médineh, dans la nécropole thébaine, sur la rive ouest du Nil, face à Louxor en Égypte.
C'est la sépulture du sculpteur Nakhtamon, artisan du village de Deir el-Médineh durant les règnes de Ramsès II et Mérenptah.
Elle fut découverte en 1925 par l'égyptologue français Bernard Bruyère.

## Description
La tombe comprenait à l'origine une cour, une chapelle et des caveaux souterrains. Les décors des trois chambres funéraires sont quasiment intacts. Les peintures murales se rattachent au style monochrome où domine la couleur dorée.